# 多重集
多重集或多重集合是数学中的一个概念，是集合概念的推广。在一个集合中，相同的元素只能出现一次，因此只能显示出有或无的属性。在多重集之中，同一个元素可以出现多次。正式的多重集的概念大约出现在1970年代。

## 简介
多重集的势的计算和一般集合的计算方法一样，出现多次的元素则需要按出现的次数计算，不能只算一次。一个元素在多重集里出现的次数称为这个元素在多重集里面的重数（或重次、重复度）。举例来说，{\displaystyle \left\{1,2,3\right\}}是一个集合，而{\displaystyle \left\{1,1,1,2,2,3\right\}}不是一个集合，而是一个多重集。其中元素1的重数是3，2的重数是2，3的重数是1。{\displaystyle \left\{1,1,1,2,2,3\right\}}的元素个数是6。有时为了和一般的集合相区别，多重集合会用方括号而不是花括号标记，比如{\displaystyle \left\{1,1,1,2,2,3\right\}}会被记为{\displaystyle \left[1,1,1,2,2,3\right]}。和多元组或数组的概念不同，多重集中的元素是没有顺序分别的，也就是说{\displaystyle \left[1,1,1,2,2,3\right]}和{\displaystyle \left[1,1,2,1,2,3\right]}是同一个多重集。